# Sylvain Waserman
Sylvain Waserman, né le 8 décembre 1967 dans le 7e arrondissement de Paris, est une personnalité politique française, membre du Mouvement démocrate.
Maire de Quatzenheim de 2008 à 2017, il est député de la 2e circonscription du Bas-Rhin de 2017 à 2022 et président de l'Agence de l'environnement et de la maîtrise de l'énergie (Ademe) depuis 2023.

## Biographie

### Origine familiale
La grand-mère paternelle de Sylvain Waserman est d'origine juive polonaise ; en 1942, elle est raflée au Vel d'hiv et déportée à Auschwitz où elle meurt.

### Formation et carrière professionnelle
Né en 1967, il suit une formation ingénieur à Télécom SudParis ainsi qu'une maîtrise en administration des affaires, avant d'intégrer l'Institut d'administration des entreprises de Metz, puis en troisième concours, l'École nationale d'administration (ENA) (promotion Aristide-Briand),.
Il débute son parcours professionnel chez British Telecom, dans le domaine du service aux entreprises. Puis il rejoint Cegetel où ilexerce des postes de Direction de 1997 à 2005. En pleine libéralisation des télécommunications, il exerce de 2009 à 2017 la fonction de directeur général de Réseau GDS - Gaz de Strasbourg, une entreprise publique locale de distribution d’énergie.

### Engagements associatifs et politiques
De 2008 à 2017, il est maire de Quatzenheim, commune de huit cents habitants dans le Bas-Rhin. Il s'est également engagé bénévolement pendant sept ans au sein de l'association Unis-Cité (association pionnière du Service civique), d’abord en Alsace puis comme co-président national durant trois ans. En 2015, il quitte ses fonctions en s'engageant lors des élections régionales, afin de préserver le caractère apolitique de l’association.
Il rejoint cette même année le MoDem. De 2016 à 2017, il préside la commission développement économique au sein de la région Grand Est. Aux côtés d'autres élus de la majorité régionale, il copilote le schéma régional de développement économique d'innovation et d'internationalisation[réf. nécessaire].

### Activités parlementaires
À partir de juin 2017, Sylvain Waserman est député La République en marche - Mouvement démocrate de la deuxième circonscription du Bas-Rhin. Il siège au sein du groupe Modem durant toute la législature. Le 28 juin, il devient vice-président de l'Assemblée nationale. En tant que tel, il est membre du Bureau de l'Assemblée nationale, au sein duquel il est responsable des représentants d’intérêts et des groupes d’études. En 2019, il est le rapporteur de la proposition de résolution modifiant le règlement de l'Assemblée nationale.
Il est l'auteur de deux propositions de loi, adoptées par le Parlement, qui transposent en droit français la directive européenne de 2019 sur les lanceurs d'alertes.
Candidat à sa succession sous l'étiquette « Ensemble ! », il est battu par Emmanuel Fernandes (NUPES) au second tour des élections législatives de juin 2022.

### Président de l'Ademe
En juin 2023, il est proposé par Emmanuel Macron pour prendre la présidence de l'Agence de l'environnement et de la maîtrise de l'énergie (Ademe), et, pour ce faire, nommé le 27 juin en tant que représentant des collectivités territoriales dans le conseil d'administration de l'Ademe, en remplacement de Boris Ravignon. Validée par les commissions du développement durable et de l'aménagement du territoire des deux chambres du Parlement, sa nomination est entérinée en Conseil des ministres le 13 juillet et publiée au Journal officiel du lendemain.

## Publications
- Ce que le temps qui passe n’efface pas, Strasbourg, Éditions du Signe, 2015, 189 p. (ISBN 978-2-7468-3388-3, BNF 44519221).
- L'Organisation relation clients : CRM, 7 nouvelles sources de création de valeur, Paris, Dunod, coll. « Stratégies et management », 2001, VIII + 222 (ISBN 2-10-005632-8).
- Et Si on Uberisait la Politique ? : essai politique, Mettis, 2016 (ISBN 978-2-916172-57-6).
- Chroniques du Perchoir, pensées et confidences d'un vice-président de l'Assemblée nationale, Armand Colin, 2020  (ISBN 978-2-200-62770-6)